# Einar Lundberg
Karl Einar Lundberg, född 19 februari 1889 i Karlstad, död 4 februari 1978 i Rättvik, var en svensk arkitekt SAR. Lundberg är mest känd för sina kyrkorestaureringar, där han blev särskilt uppmärksammad för sin omdaning av Gustav Adolfs kyrka i Sundsvall 1950–1952. Ett av hans mer kända egna verk är krematoriet i Kristinehamn från 1956. Lundberg var medlem i Konstnärsklubben. Han är gravsatt i minneslunden på Skogskyrkogården i Falun.

## Bilder

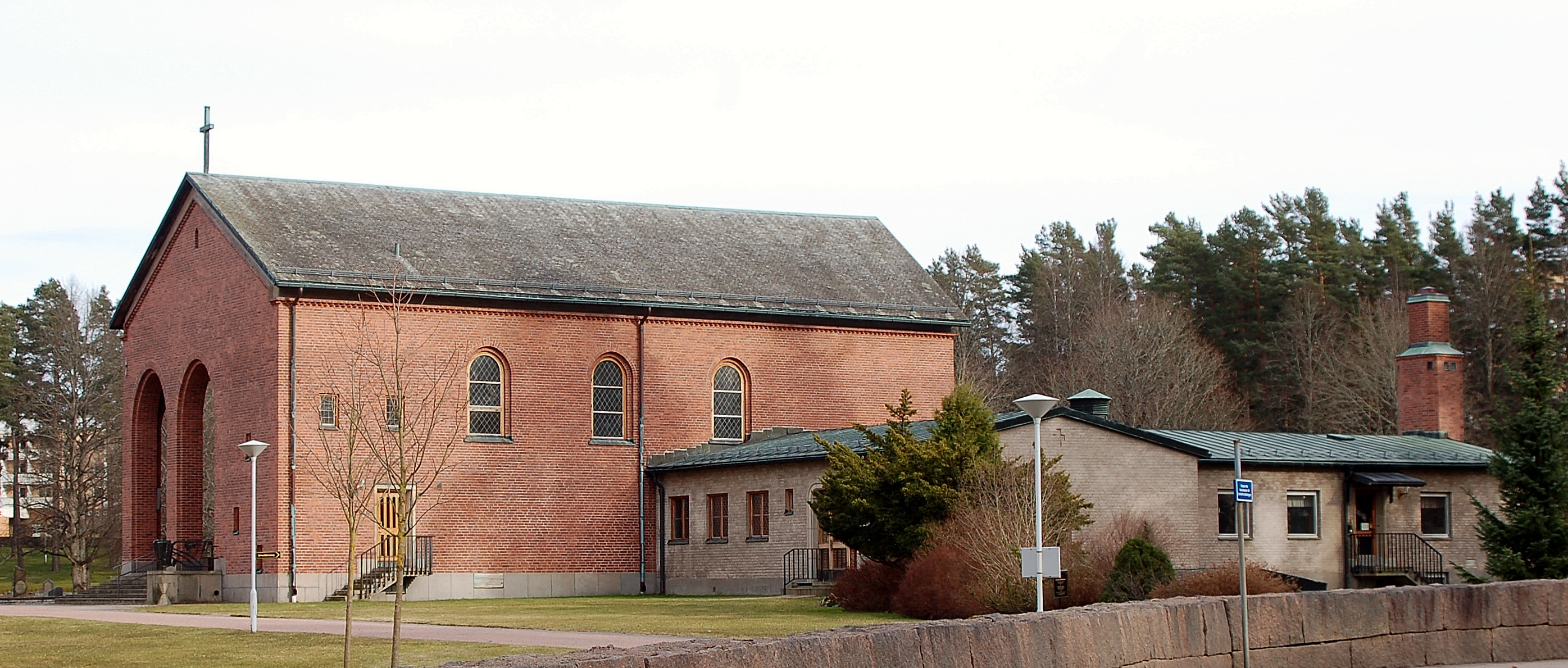
Krematoriet i Kristinehamn
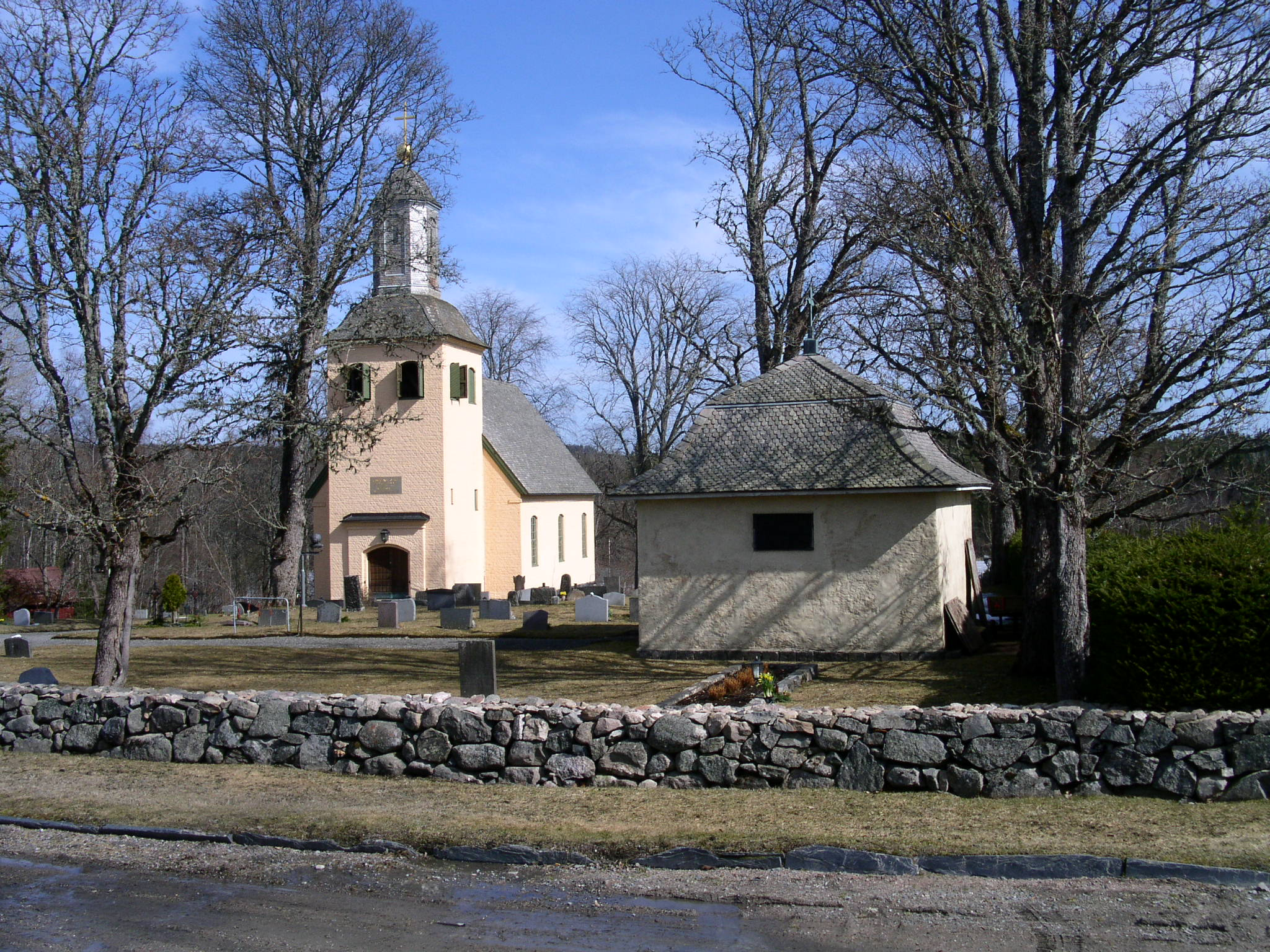
Gåsborns kyrka
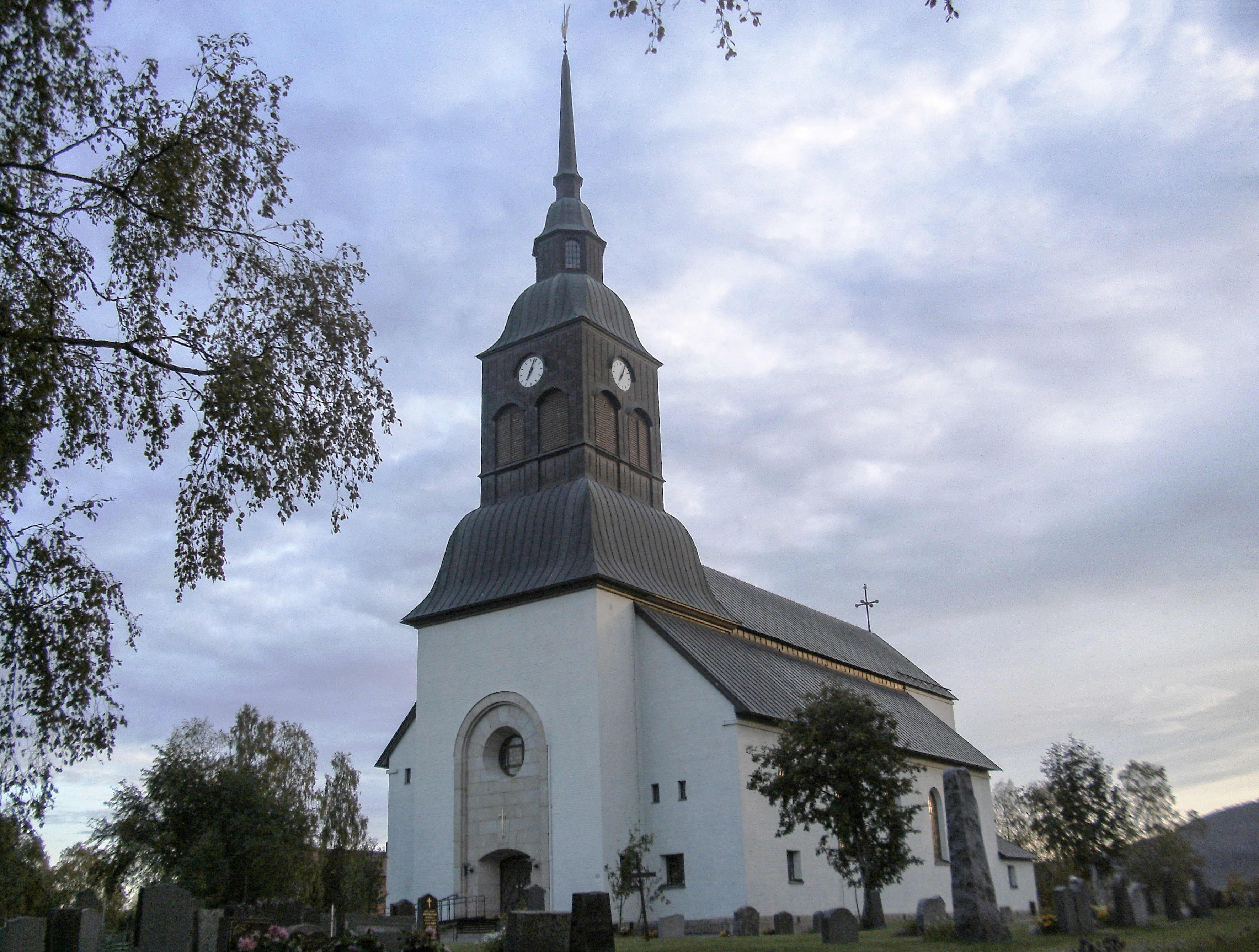
Överkalix kyrka
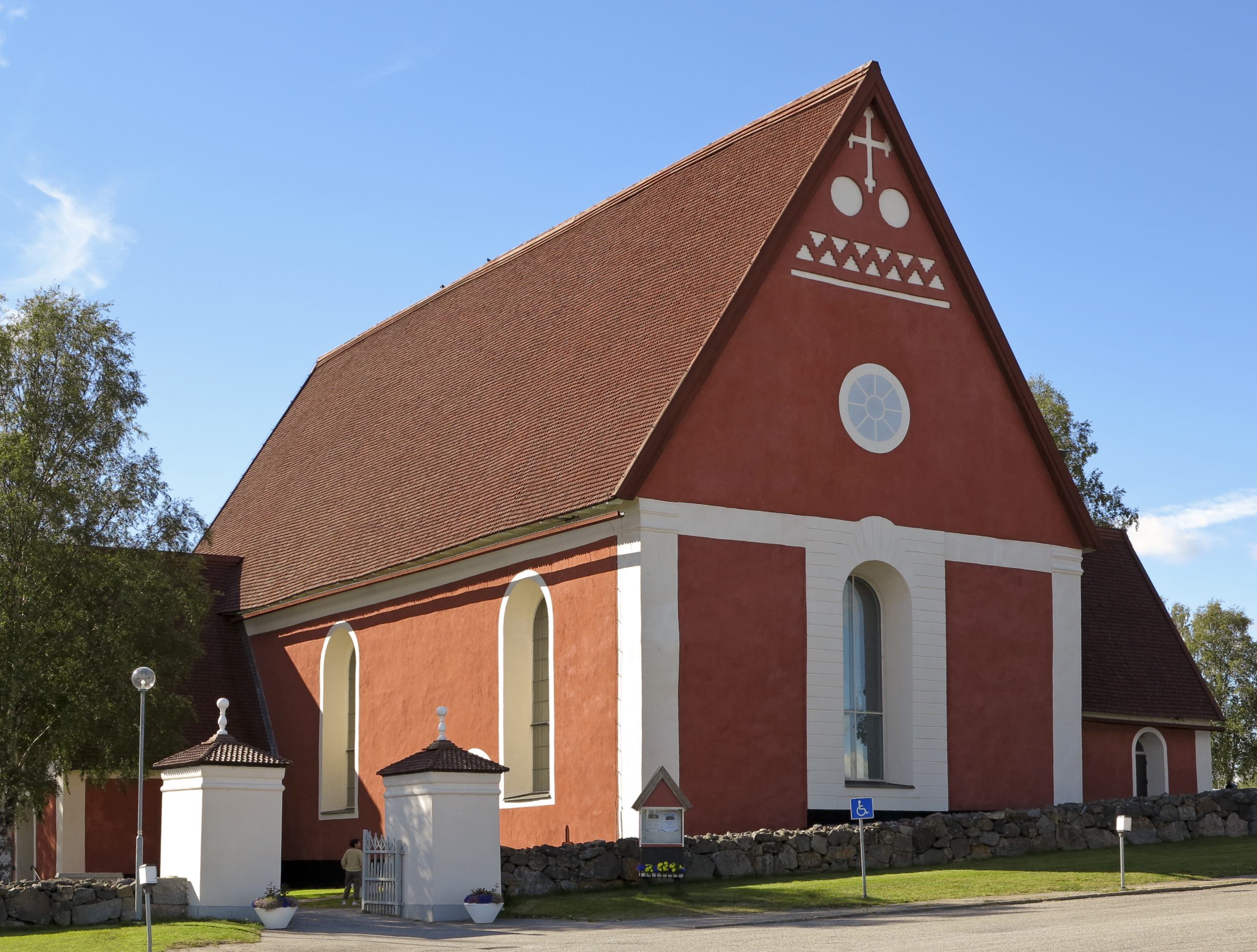
Kalix kyrka
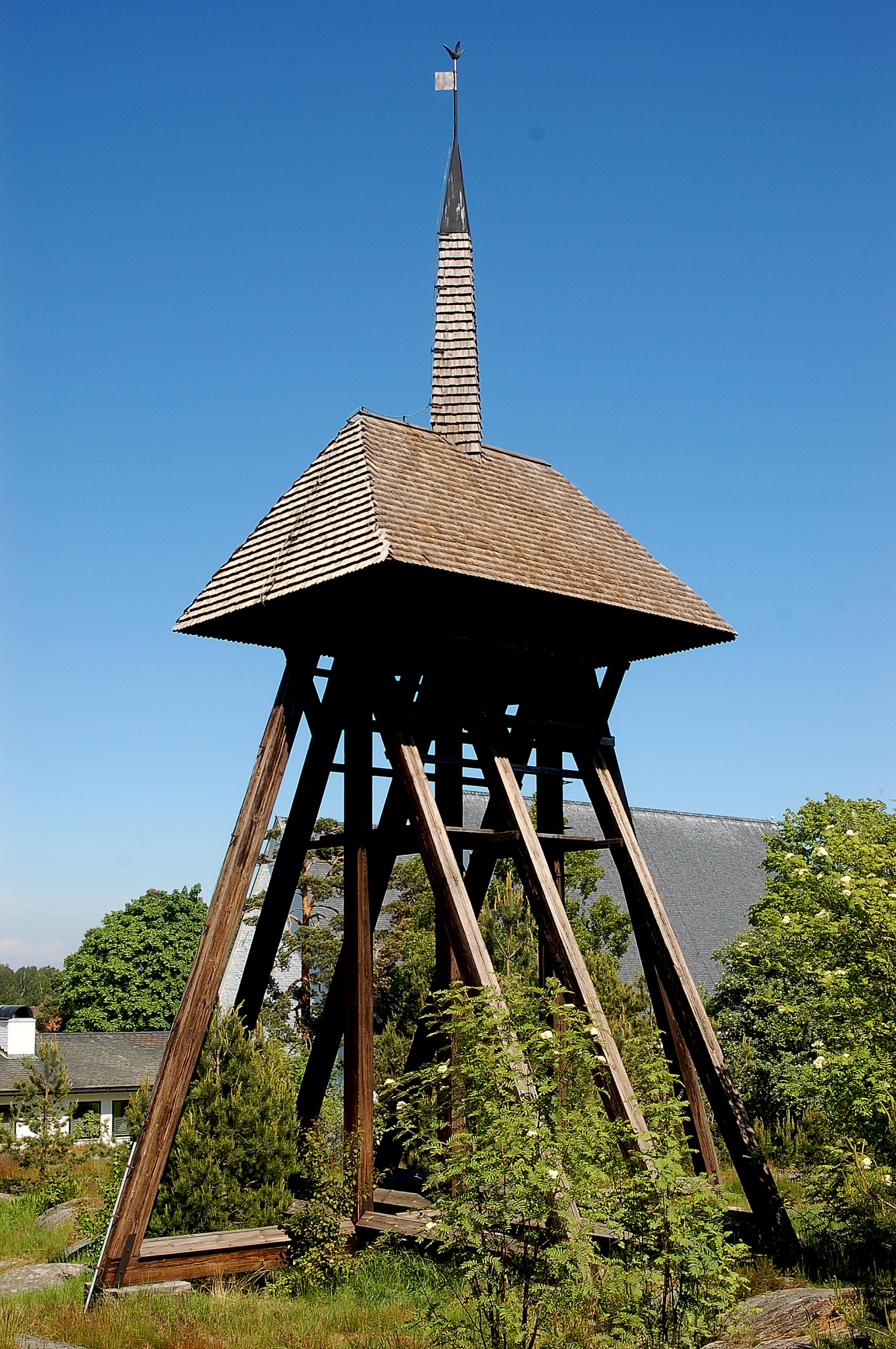
Klockstapel vid Skoghalls kyrka
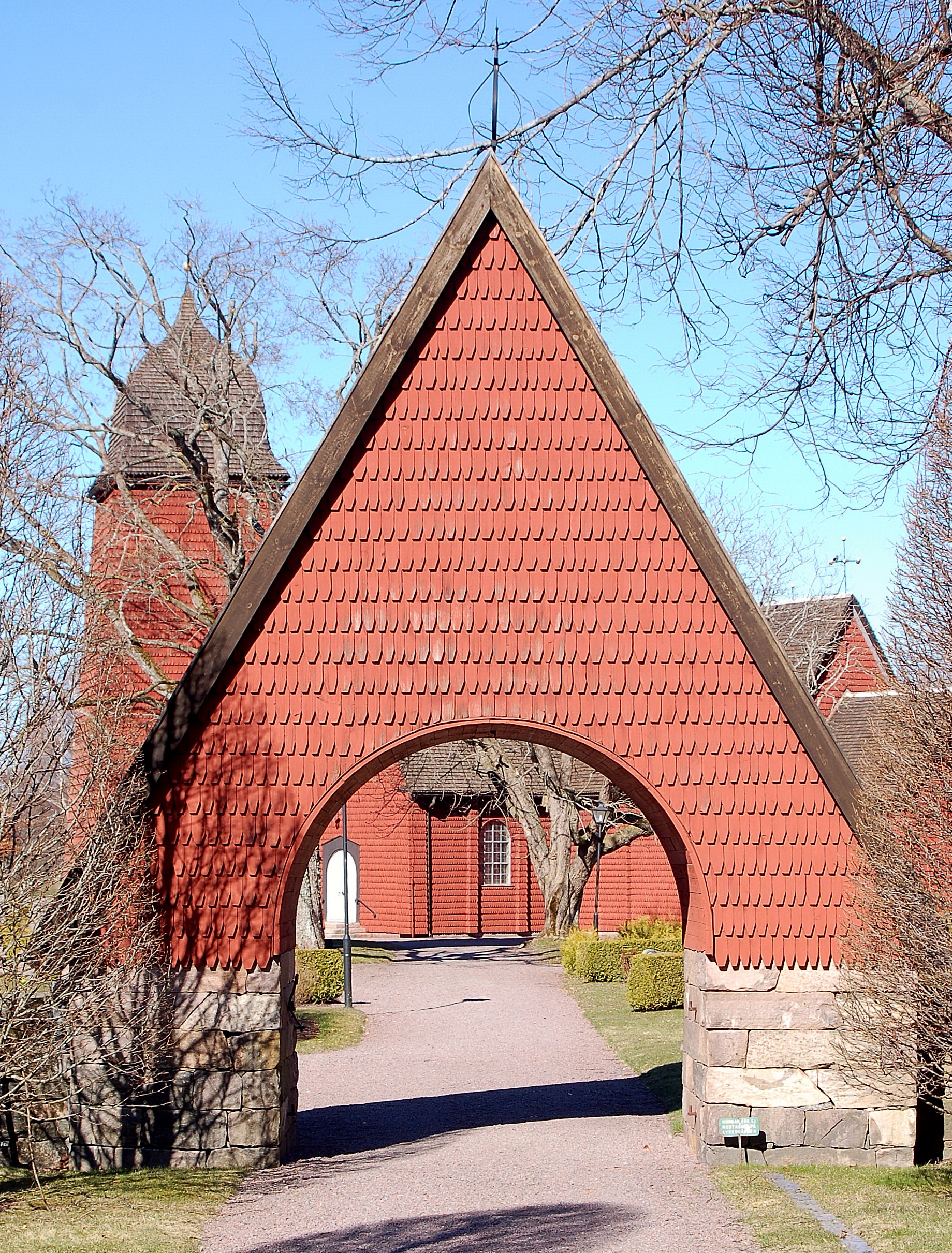
Stigluckan till Hammarö kyrkogård